# FK Spartak Leningrad
FK Spartak Leningrad (Russisch: ФК Спартак Ленинграда) was een voetbalclub uit Leningrad, Sovjet-Unie.

## Geschiedenis
De club werd opgericht in 1931 opgericht als Promkooperatsija en nam in 1935 de naam Spartak aan. Toen de georganiseerde competitie in 1936 begon in de Sovjet-Unie startte de club in de tweede klasse en werd daar in 1937 kampioen. In het eerste seizoen bij de elite werd de club twintigste op 26 clubs, maar het aantal clubs werd danig teruggeschroefd waardoor de club degradeerde. Na een vicetitel in 1940 promoveerde de club weer. Het volgende seizoen werd door de perikelen in de Tweede Wereldoorlog niet voltooid en na de oorlog startte de club opnieuw in de tweede klasse en kon daar geen goede resultaten meer behalen. In 1950 werd de club ontbonden. In 1959 werd de club nieuwe leven ingeblazen en ging opnieuw van start in de tweede klasse. In 1960 werd de club in zijn reeks vicekampioen achter Troed Voronezj. Twee jaar later werd de club vicekampioen achter Sjinnik Jaroslavl. Door een competitiehervorming moest de club in 1963 van start gaan in de derde klasse.
In 1965 werd de naam gewijzigd in Avtomobilist en werd samen met Baltika Kaliningrad groepswinnaar. In de eindronde kon de club echter geen promotie afdwingen. Het volgende seizoen eindigde de club vierde en werd hierna ontbonden.